# 207717 Sa'a
207717 Sa'a este un asteroid din centura principală de asteroizi.

## Descriere
207717 Sa'a este un asteroid din centura principală de asteroizi. A fost descoperit pe 11 septembrie 2007 la Observatorul Lulin de Ye Quan-Zhi și Hong Qin Lin. Asteroidul prezintă o orbită caracterizată de o semiaxă mare de 3,10 ua, o excentricitate de 0,16 și o înclinație de 2,2° în raport cu ecliptica.